# 선형 푸아송 다양체
리 군론에서 선형 푸아송 다양체(線型Poisson多樣體, 영어: linear Poisson manifold)는 성분이 선형인 푸아송 다양체의 구조를 갖춘 벡터 공간이다. 이는 항상 유한 차원 실수 리 대수의 쌍대 공간의 꼴이다. 그 심플렉틱 잎들은 쌍대딸림표현 궤도(雙對딸림表現軌道, 영어: coadjoint orbit)라고 하는데, 일부 경우 리 대수의 기약 유니터리 표현에 대응하며, 이러한 표현들은 심플렉틱 잎의 기하학적 양자화로 얻어진다. 이 경우, 키릴로프 지표 공식(Кириллов指標公式, 영어: Kirillov character formula)에 따라서, 군 표현의 지표는 심플렉틱 잎의 부피를 나타내는 분포의 푸리에 변환으로 주어진다.

## 정의
유한 차원 실수 벡터 공간 {\displaystyle V} 위에 푸아송 다양체 구조 {\displaystyle \{-,-\}}가 주어졌으며, 다음과 같은 꼴이라고 하자.
{\displaystyle \{f,g\}(x)=x^{i}f_{i}{}^{jk}\partial _{j}f\partial _{k}f}
그렇다면, 쌍대 공간 {\displaystyle V^{*}} 위에 다음과 같은 리 대수 구조를 부여할 수 있다.
{\displaystyle [t^{j},t^{k}]=\sum _{i}f_{i}{}^{jk}t^{i}}
반대로, 유한 차원 실수 리 대수 {\displaystyle ({\mathfrak {g}},[,])}가 주어졌을 때, 그 쌍대 공간 {\displaystyle {\mathfrak {g}}^{*}} 위에 다음과 같은 푸아송 다양체 구조를 정의하자. 임의의 {\displaystyle f,g\in {\mathcal {C}}^{\infty }({\mathfrak {g}}^{*};\mathbb {R} )} 및 {\displaystyle x\in {\mathfrak {g}}^{*}}에 대하여,
{\displaystyle \{f,g\}(x)=x([\mathrm {d} f(x),\mathrm {d} g(x)])}
여기서
{\displaystyle \mathrm {d} f(x),\mathrm {d} g(x)\in \mathrm {T} _{x}^{*}{\mathfrak {g}}^{*}\cong {\mathfrak {g}}}
이므로, 우변에 리 괄호를 사용할 수 있다.
즉, 선형 푸아송 구조가 주어진 벡터 공간의 개념은 유한 차원 실수 리 대수(의 쌍대 공간)와 일대일 대응한다. 이러한 꼴의 푸아송 다양체를 선형 푸아송 다양체라고 한다.

## 성질

### 심플렉틱 잎 (쌍대딸림표현 궤도)
리 지수 사상에 따라 {\displaystyle {\mathfrak {g}}={\mathfrak {lie}}(G)}가 되는 단일 연결 리 군 {\displaystyle G}를 정의할 수 있다. 그렇다면, {\displaystyle {\mathfrak {g}}^{*}}는 물론 리 군 {\displaystyle G}의 표현
{\displaystyle \operatorname {Ad} _{G}^{*}\colon G\to \operatorname {GL} ({\mathfrak {g}}^{*})}
을 갖춘다. 구체적으로, 임의의 {\displaystyle g\in G} 및 {\displaystyle x\in {\mathfrak {g}}^{*}}에 대하여,
{\displaystyle \operatorname {Ad} _{G}^{*}(g)x\colon {\mathfrak {g}}\to \mathbb {R} }
{\displaystyle \operatorname {Ad} _{G}^{*}(g)x\colon \xi \mapsto x(\operatorname {Ad} _{G}(g^{-1})\xi )}
이다. 여기서 {\displaystyle \operatorname {Ad} _{G}\colon G\to \operatorname {GL} ({\mathfrak {g}})}는 딸림표현이다.
{\displaystyle {\mathfrak {g}}^{*}}의 심플렉틱 잎들은 {\displaystyle {\mathfrak {g}}^{*}} 속의, {\displaystyle G}의 작용에 대한 궤도에 해당한다. 이를 쌍대딸림표현 궤도(영어: coadjoint orbit)라고 한다.

### 멱영군의 경우
{\displaystyle G}가 연결 단일 연결 멱영 리 군이라고 하자. 그렇다면, {\displaystyle G}의 유니터리 기약 표현들의 집합은 {\displaystyle {\mathfrak {lie}}(G)^{*}}의 쌍대딸림궤도들의 집합과 표준적으로 일대일 대응을 갖는다. 구체적으로, 어떤 쌍대딸림궤도 {\displaystyle X}가 주어졌다고 하자. 이는 심플렉틱 다양체이며, 기하학적 양자화를 통해 {\displaystyle G}의 유니터리 표현을 갖는 복소수 힐베르트 공간을 구성할 수 있는데, 이것이 쌍대딸림궤도에 대응하는 유니터리 기약 표현이다.
또한, 이 경우 표현 {\displaystyle \rho }의 지표는 {\displaystyle X}의 부피 형식의 (분포로서의) 푸리에 변환으로 주어진다.

### 콤팩트 군의 경우
{\displaystyle G}가 연결 단일 연결 콤팩트 리 군이라고 하자. 그렇다면, {\displaystyle G}의 쌍대딸림표현 궤도들은 {\displaystyle G}의 바일 방의 점과 일대일 대응한다.
콤팩트 리 군의 경우, 다음과 같은 지표 공식이 존재한다. 다음이 주어졌다고 하자.
- 콤팩트 리 대수 (반단순 리 대수와 아벨 리 대수의 직합) {\displaystyle {\mathfrak {g}}}
- {\displaystyle {\mathfrak {g}}}의 카르탕 부분 대수 {\displaystyle {\mathfrak {h}}}
- {\displaystyle {\mathfrak {h}}}의 양근 집합 {\displaystyle \{\alpha ^{1},\dotsc ,\alpha ^{\dim {\mathfrak {g}}/2}\}\subseteq {\mathfrak {h}}^{*}}
- 기약 표현 {\displaystyle \pi \colon {\mathfrak {g}}\to {\mathfrak {gl}}(V)}
- {\displaystyle \pi }의 최고 무게 {\displaystyle \lambda \in {\mathfrak {h}}^{*}}

그렇다면,
{\displaystyle \rho ={\frac {1}{2}}\sum _{i=1}^{\dim {\mathfrak {g}}/2}\alpha ^{i}}
가 모든 양근의 합의 절반이라고 하자. 궤도
{\displaystyle \operatorname {Orbit} (\lambda +\rho )\subseteq {\mathfrak {g}}^{*}}
는 심플렉틱 다양체를 이루며, 따라서 그 위에 심플렉틱 형식의 거듭제곱인 부피 형식 {\displaystyle \mu _{\lambda +\rho }}가 존재한다.
그렇다면, 다음이 성립한다.
{\displaystyle (\det(\mathrm {D} \exp |_{\xi }))^{1/2}\operatorname {tr} _{V}\pi (\exp \xi )=\int _{\operatorname {Orbit} (\lambda +\rho )}\exp(\mathrm {i} \langle x|\xi \rangle )\mu _{\lambda +\rho }}
여기서
- {\displaystyle \det(\mathrm {D} \exp |_{\xi })=\operatorname {sinh} (\operatorname {ad} (\xi /2))/\operatorname {ad} (\xi /2)}는 리 지수 사상 {\displaystyle {\mathfrak {g}}\to G}의, {\displaystyle \xi \in {\mathfrak {g}}}에서의 야코비 행렬 {\displaystyle \mathrm {D} \exp |_{\xi }\in {\mathfrak {g}}^{*}\otimes \mathrm {T} _{\exp \xi }G}의 행렬식이다.

### 고리 리 대수
단일 연결 반단순 리 군 {\displaystyle G}의 리 대수 {\displaystyle {\mathfrak {g}}}를 생각하자. 그렇다면, 매끄러운 함수로 구성된 고리 공간
{\displaystyle \mathrm {L} G={\mathcal {C}}^{\infty }(\mathbb {S} ^{1},G)}
은 표준적인 프레셰 다양체 구조를 갖는다. 이에 대응되는 프레셰 공간인 리 대수
{\displaystyle \mathrm {L} {\mathfrak {g}}={\mathcal {C}}^{\infty }(\mathbb {S} ^{1},{\mathfrak {g}})}
를 생각하자. (그 위의 리 괄호는 점별로 리 괄호를 취한 것이다.) 푸리에 변환을 통하여
{\displaystyle {\mathfrak {g}}\otimes \mathbb {C} [z,z^{-1}]\subseteq \mathrm {L} {\mathfrak {g}}}
이며, 우변은 좌변의 (프레셰 공간으로의) 완비화로 간주할 수 있다.
원 {\displaystyle \mathbb {S} ^{1}}은 평행화 가능 다양체이므로, 그 방향을 골라
{\displaystyle \mathrm {L} {\mathfrak {g}}\cong \Omega ^{1}(\mathbb {S} ^{1};{\mathfrak {g}}^{*})}
으로 놓을 수 있다. 또한, {\displaystyle {\mathfrak {g}}}의 킬링 형식을 사용하여 {\displaystyle {\mathfrak {g}}^{*}\cong {\mathfrak {g}}}이므로
{\displaystyle (\mathrm {L} {\mathfrak {g}})^{*}\cong \Omega ^{1}(\mathbb {S} ^{1};{\mathfrak {g}})}
이다. 이 공간
{\displaystyle (\mathrm {L} {\mathfrak {g}})^{*}=\Omega ^{1}(\mathbb {S} ^{1};{\mathfrak {g}})}
은 원 위의 자명한 {\displaystyle G}-주다발의 주접속의 공간으로 해석할 수 있다. 이 경우, {\displaystyle \mathrm {L} G}는 원 위의 게이지 변환군으로 해석할 수 있으며, 선형 푸아송 다양체 {\displaystyle \mathrm {L} {\mathfrak {g}}^{*}} 위의 작용은 게이지 변환에 해당한다. 즉, 그 심플렉틱 잎들은 원 위의 자명한 주다발의 주접속의 게이지 변환 동치류들의 공간 {\displaystyle G/\!/G}이다.

## 예

### 아벨 리 군
아벨 리 대수 {\displaystyle {\mathfrak {g}}}를 생각하자. 그렇다면, {\displaystyle {\mathfrak {g}}^{*}} 위의 푸아송 다양체 구조는 상수 함수 0이며, 그 심플렉틱 잎은 모두 한원소 공간이다.
구체적으로,
{\displaystyle {\mathfrak {g}}=\mathbb {R} ^{n}}
이라고 하자. 이에 대응하는 단일 연결 리 군 {\displaystyle G=\mathbb {R} ^{n}}은 (자명하게) 멱영 리 군이다. 이는 아벨 군이므로, 그 유니터리 기약 표현은 모두 1차원이며, 다음과 같은 꼴이다.
{\displaystyle (t^{1},\dotsc ,t^{n})\cdot z\mapsto \exp(\mathrm {i} \alpha _{1}t^{1}+\mathrm {i} \alpha _{2}t^{2}+\dotsb +\mathrm {i} \alpha _{n}t^{n})z}
이 기약 표현은 점 {\displaystyle (\alpha _{1},\alpha _{2},\dotsc ,\alpha _{n})\in {\mathfrak {g}}^{*}}으로 구성된 한원소 공간인 심플렉틱 잎에 대응된다. 그 지표
{\displaystyle \chi _{(\alpha _{1},\dotsc ,\alpha _{n})}(t_{1},\dotsc ,t_{n})=\exp(\mathrm {i} \alpha _{1}t^{1}+\dotsb +\mathrm {i} \alpha _{n}t^{n})}
는 부피 형식({\displaystyle (\alpha _{1},\dotsc ,\alpha _{n})}에서의 디랙 델타)의 푸리에 변환이다.

### SU(2)
{\displaystyle {\mathfrak {g}}={\mathfrak {o}}(3)}(3차원 직교군의 리 대수)라고 하자. 이는 3차원 벡터 공간이다. ({\displaystyle {\mathfrak {g}}}가 반단순 리 대수이므로, 킬링 형식 {\displaystyle B(-,-)}에 의하여 딸림표현과 그 쌍대 표현 사이에 표준적인 동형이 존재한다.) 이 위에서 SO(3)의 궤도는 다음과 같은 꼴이다.
{\displaystyle \mathbb {S} _{r}^{2}=\{v\in {\mathfrak {g}}\colon |B(v,v)|=r^{2}\}\qquad (r\in [0,\infty ))}
즉, 이는 음이 아닌 실수 반지름 {\displaystyle r}의 구이다. 이는 {\displaystyle \operatorname {SU} (2)}의 바일 방인 반직선과 일대일 대응한다.
{\displaystyle r>0}일 때 이는 2차원의 심플렉틱 잎을 이루며, {\displaystyle r=0}일 때 이는 0차원의 심플렉틱 잎을 이룬다. 2차원 심플렉틱 잎의 심플렉틱 형식은 구면 좌표계 {\displaystyle (r,\theta ,\phi )}에서
{\displaystyle \omega _{r}={\frac {r}{2\pi }}\sin \theta \,\mathrm {d} \phi \wedge \mathrm {d} \theta }
이다. 즉, 구면의 넓이 원소에 비례한다.
이 경우, 최고차 무게는 스핀이며, 양의 정수 × ½의 꼴이다. 유일한 양근은 {\displaystyle 1\in \mathbb {R} }에 해당하며, {\displaystyle \rho =1/2}이다.
이 경우, 스핀 {\displaystyle \lambda \in \{1/2,1,3/2,2,\dotsc \}}에 대하여,
{\displaystyle \operatorname {Orbit} (\lambda +\rho )=\{x\in \mathbb {R} ^{3}\colon \|x\|=\lambda +1/2\}}
이며,
{\displaystyle \int _{\|x\|=2\lambda +1/2}\exp(\mathrm {i} \langle x,\xi \rangle )\omega _{\lambda +1/2}={\frac {\lambda +1/2}{2\pi }}\int _{0}^{2}\pi \mathrm {d} \phi \int _{0}^{\pi }\mathrm {d} \theta \,\sin \theta \exp(2\mathrm {i} \xi (\lambda +1/2)\cos \theta )={\frac {\sin((2\lambda +1)\xi )}{\xi }}}
이다.
여기서 정적분
{\displaystyle \int _{0}^{\pi }\sin \theta \exp(\mathrm {i} r\cos \theta )={\frac {2\sin r}{r}}}
을 사용하였다.
이 경우, 야코비안은
{\displaystyle \det \mathrm {D} \exp |_{\operatorname {diag} (\mathrm {i} \xi ,-\mathrm {i} \xi )}={\frac {\sin \xi }{\xi }}}
이다.
즉, 스핀 {\displaystyle \lambda }에 대응하는 군 표현의 지표는 다음과 같다.
{\displaystyle \operatorname {tr} \lambda (\operatorname {diag} (\exp(\mathrm {i} \xi ),\exp(-\mathrm {i} \xi )))={\frac {\sin((2\lambda +1)\xi )}{\sin \xi }}}
사실, 스핀 {\displaystyle \lambda }의 차원의 경우, 표현의 대각선의 성분은 구체적으로
{\displaystyle \operatorname {tr} \lambda (\operatorname {diag} (\exp(\mathrm {i} \xi ),\exp(-\mathrm {i} \xi )))=\exp(2\mathrm {i} \lambda )\xi )+\exp(2\mathrm {i} (\lambda -1)\xi )+\dotsb +\exp(-2\mathrm {i} \lambda \xi )}
가 된다. 이 경우, 기하 급수의 합을 취하면 키릴로프 지표 공식이 성립하는 것을 확인할 수 있다.

### 하이젠베르크 군
단일 연결 멱영 리 군인 하이젠베르크 군
{\displaystyle \operatorname {Heis} (3;\mathbb {R} )=\left\{{\begin{pmatrix}1&a&c\\0&1&b\\0&0&1\end{pmatrix}}\colon a,b,c\in \mathbb {R} \right\}}
을 생각하자. 그 실수 리 대수는 다음과 같은 꼴의 행렬로 구성된다.
{\displaystyle {\mathfrak {heis}}(3;\mathbb {R} )=\left\{{\begin{pmatrix}0&a&c\\0&0&b\\0&0&0\end{pmatrix}}\colon a,b,c\in \mathbb {R} \right\}}
3×3 실수 행렬의 공간 위에 내적
{\displaystyle \langle X|Y\rangle =\operatorname {tr} (XY)}
을 사용한다면, {\displaystyle {\mathfrak {heis}}(3;\mathbb {R} )}의 쌍대 공간은 3×3 실수 행렬의 내적 공간 {\displaystyle \operatorname {Mat} (3;\mathbb {R} )} 속에서 다음과 같은 직교 여공간으로 표현된다.
{\displaystyle {\mathfrak {heis}}(3;\mathbb {R} )^{\perp }=\left\{{\begin{pmatrix}0&x&y\\0&0&z\\0&0&0\end{pmatrix}}\colon x,y,z\in \mathbb {R} \right\}=\{M\in \operatorname {Mat} (3;\mathbb {R} )\colon \operatorname {tr} (}
이 위의 쌍대딸림표현은 다음과 같다.
{\displaystyle \operatorname {ad} ^{*}\left({\begin{pmatrix}1&a&c\\0&1&b\\0&0&1\end{pmatrix}}\right)\colon {\begin{pmatrix}0&x&y\\0&0&z\\0&0&0\end{pmatrix}}\to {\begin{pmatrix}0&x-ay&y\\0&0&z+by\\0&0&0\end{pmatrix}}}
따라서, 그 궤도(심플렉틱 잎)는 다음 두 종류가 있다.
- {\displaystyle y=0}인 점은 군의 작용의 고정점이다. 이 경우, 심플렉틱 잎은 0차원이다. 이는 {\displaystyle \operatorname {Heis} (3;\mathbb {R} )}의 표현 가운데, 아벨 몫군 {\displaystyle \mathbb {R} \times \mathbb {R} }의 표현으로 유도되는 것에 해당한다.
- {\displaystyle y\neq 0}일 때, 궤도는 {\displaystyle (\mathbb {R} ,y,\mathbb {R} )}의 꼴이다. 즉, 심플렉틱 잎은 2차원이며, 그 위의 심플렉틱 형식 {\displaystyle \mathrm {d} x\wedge \mathrm {d} z/y}은 2차원 유클리드 부피 형식에 비례한다. 이는 {\displaystyle \operatorname {Heis} (3;\mathbb {R} )}의 표현 가운데, 메타플렉틱 표현에 해당한다. 이 경우, {\displaystyle y}는 메타플렉틱 표현을 결정하는 중심 원소의 값에 대응한다.

## 역사
선형 푸아송 다양체의 심플렉틱 잎과 기약 표현 사이의 관계는 알렉산드르 알렉산드로비치 키릴로프(러시아어: Алекса́ндр Алекса́ндрович Кири́ллов, 1936〜)가 1961년에 발견하였다.